# Кубок Лугано 1975
Финал 7-го Кубка Лугано — Кубка мира по спортивной ходьбе прошёл 11—12 октября 1975 года в Ле-Гран-Кевийи (Франция). Мужские команды боролись за Кубок Лугано, который получала лучшая сборная по итогам заходов на 20 и 50 км. Впервые за время проведения турнира на него были допущены женщины, которые соревновались вне конкурса на дистанции 5 км.
Большинство сильнейших команд получили прямой допуск в финал. Оставшиеся четыре места разыгрывались в предварительном раунде Кубка Лугано, который прошёл в различных городах в сентябре 1975 года.
На старт вышли 109 ходоков из 9 стран мира (71 мужчина и 38 женщин).
Каждая команда могла выставить до четырёх спортсменов в каждый из заходов. В зачёт Кубка Лугано у каждой сборной шли по два лучших результата на дистанциях 20 и 50 км у мужчин (очки спортсменам начислялись в зависимости от занятого места).
Сборная СССР одержала свою первую победу в Кубке Лугано. Успеху предшествовала серия из трёх подряд вторых мест.
Евгений Люнгин выиграл заход на 50 км. В будущем его успех на самой длинной дистанции Кубка мира так и не смог повторить ни один советский ходок.

## Предварительный раунд
Соревнования предварительного раунда прошли в сентябре 1975 года в двух городах: датском Оденсе и чехословацком Штети. В финал проходили по две лучшие команды из каждого турнира.

### Мужчины
От участия в предварительном раунде были освобождены ГДР, СССР, Италия, Франция и США. Все эти страны получили прямые путёвки в финал.
| Место | Команда        | Очки |
| ----- | -------------- | ---- |
| 1     | Великобритания | 90   |
| 2     | Швеция         | 80   |
| 3     | Польша         | 74   |
| 4     | Бельгия        | 53   |
| 5     | Норвегия       | 23   |
| 6     | Дания          | 18   |

| Место | Команда      | Очки |
| ----- | ------------ | ---- |
| 1     | Венгрия      | 65   |
| 2     | ФРГ          | 53   |
| 3     | Чехословакия | 49   |
| 4     | Румыния      | 43   |
| 5     | Испания      | 32   |

## Расписание
| Дата            | Заход         |
| --------------- | ------------- |
| 11 октября 1975 | 5 км женщины  |
| 11 октября 1975 | 20 км мужчины |
| 12 октября 1975 | 50 км мужчины |

## Медалисты
Сокращения: WR — мировой рекорд | AR — рекорд континента | NR — национальный рекорд | CR — рекорд соревнований
Курсивом выделены участники, чей результат не пошёл в зачёт команды

### Мужчины
| Дисциплина              | Золото | Золото     | Серебро | Серебро   | Бронза | Бронза   |
| ----------------------- | --- | ---------- | --- | --------- | --- | -------- |
| 20 км                   | Карл-Хайнц Штадтмюллер ГДР | 1:26.12 CR | Бернд Канненберг ФРГ | 1:26.20   | Петер Френкель ГДР | 1:26.54  |
| 50 км                   | Евгений Люнгин СССР | 4:03.42    | Герхард Вайднер ФРГ | 4:09.58   | Владимир Свечников СССР                                                                                                  | 4:11.31  |
| Кубок Лугано (20+50 км) | СССР · Отто Барч · Алексей Троицкий · Евгений Люнгин · Владимир Свечников · Евгений Ивченко · Михаил Алексеев · Вениамин Солдатенко | 117 очков  | ГДР · Карл-Хайнц Штадтмюллер · Петер Френкель · Вернер Галина · Олаф Пиларски · Ханс-Георг Райман · Хартвиг Гаудер · Ральф Кнюттер · Маттиас Крёль | 105 очков | ФРГ Бернд Канненберг Хайнц Майр Герхард Вайднер Хайнрих Шуберт Бернхард Шмидт Хельмут Штольте Ханс Биндер Ханс Михальски | 102 очка |

### Женщины (вне конкурса)
| Дисциплина     | Золото                                                                                           | Золото   | Серебро                                                                            | Серебро  | Бронза                                                                             | Бронза  |
| -------------- | ------------------------------------------------------------------------------------------------ | -------- | ---------------------------------------------------------------------------------- | -------- | ---------------------------------------------------------------------------------- | ------- |
| 5 км           | Маргарета Симу Швеция                                                                            | 23.41    | Сив Густафссон Швеция                                                              | 24.33    | Бритт Хольмквист Швеция                                                            | 24.45   |
| 5 км (команды) | Швеция · Маргарета Симу · Сив Густафссон · Бритт Хольмквист · Элизабет Ульссон · Моника Карлссон | 70 очков | Великобритания · Марион Фоукс · Джинни Ловелл-Бёрч · Сильвия Саундерс · Джуди Фарр | 46 очков | Франция · Надин Можи · Жанин Пиру · Доминик Терра · Шанталь Валле · Жаклин Делассо | 42 очка |